# Sepp Kusstatscher
Sepp Kusstatscher (n. 17 martie 1947, Villandro, Trentino-Tirolul de Sud, Italia) este un om politic italian, membru al Parlamentului European în perioada 2004-2009 din partea Italiei.
1. ↑  „Sepp Kusstatscher”, Gemeinsame Normdatei, accesat în 20 decembrie 2014
2. ↑  Deputații în Parlamentul European